# Liste der Staatsböden der Bundesstaaten der Vereinigten Staaten
Dies ist eine Liste der offiziellen und inoffiziellen Staatsböden der Bundesstaaten der Vereinigten Staaten. Diese Böden gelten als bundesstaatliche Wahrzeichen in den jeweiligen Bundesstaaten der Vereinigten Staaten, dem Washington, D.C. und in Außengebieten der Vereinigten Staaten
| Bundesstaat      | Staatsboden   | Datum     | Abbildung |
| ---------------- | ------------- | --------- | --------- |
| Alabama          | Bama          | 22.4.1997 |           |
| Alaska           | Tanana        |           |           |
| Arizona          | Casa Grande   |           |           |
| Arkansas         | Stuttgart     | 1997      |           |
| Kalifornien      | San Joaquin   | 1997      |           |
| Colorado         | Seitz         |           |           |
| Connecticut      | Windsor       |           |           |
| Delaware         | Greenwich     | 2000      |           |
| Washington, D.C. | Sunnyside     |           |           |
| Florida          | Myakka        | 1989      |           |
| Georgia          | Tifton        |           |           |
| Hawaii           | Hilo          |           |           |
| Idaho            | Threebear     |           |           |
| Illinois         | Drummer       | 2001      |           |
| Indiana          | Miami         |           |           |
| Iowa             | Tama          |           |           |
| Kansas           | Harney        | 1990      |           |
| Kentucky         | Crider        | 1990      |           |
| Louisiana        | Ruston        |           |           |
| Maine            | Chesuncook    | 1999      |           |
| Maryland         | Sassafras     |           |           |
| Massachusetts    | Paxton        | 1990      |           |
| Michigan         | Kalkaska      | 1990      |           |
| Minnesota        | Lester        |           |           |
| Mississippi      | Natchez       | 2003      |           |
| Missouri         | Menfro        |           |           |
| Montana          | Scobey        |           |           |
| Nebraska         | Holdrege      | 1979      |           |
| Nevada           | Orovada       | 2001      |           |
| New Hampshire    | Marlow        |           |           |
| New Jersey       | Downer        |           |           |
| New Mexico       | Penistaja     |           |           |
| New York         | Honeoye       |           |           |
| North Carolina   | Cecil         |           |           |
| North Dakota     | Williams      |           |           |
| Ohio             | Miamian       |           |           |
| Oklahoma         | Port          | 1987      |           |
| Oregon           | Jory          |           |           |
| Pennsylvania     | Hazelton      |           |           |
| Rhode Island     | Narragansett  |           |           |
| South Carolina   | Lynchburg     |           |           |
| South Dakota     | Houdek        | 1990      |           |
| Tennessee        | Dickson       |           |           |
| Texas            | Houston Black |           |           |
| Utah             | Mivida        |           |           |
| Vermont          | Tunbridge     | 1985      |           |
| Virginia         | Pamunkey      |           |           |
| Washington       | Tokul         |           |           |
| West Virginia    | Monogahela    | 1997      |           |
| Wisconsin        | Antigo        |           |           |
| Wyoming          | Forkwood      |           |           |

## US-amerikanische Außengebiete
| Außengebiet    | Staatsboden | Datum | Abbildung |
| -------------- | ----------- | ----- | --------- |
| Puerto Rico    | Bayamon     |       |           |
| Virgin Islands | Victory     |       |           |